# かんむり座カッパ星
かんむり座κ星（かんむりざカッパせい）はかんむり座の5等星。橙色の巨星あるいは準巨星である。年齢は25億歳と見られており、かつて主系列星だった時代にはスペクトル型A型の星だったと推測されている。

## 惑星
2007年9月20日にかんむり座κ星を回る太陽系外惑星かんむり座κ星bが発見され、翌年3月1日に Astrophisical Journal 誌上で発表された。この惑星は木星の1.8倍以上の質量を持ち、1210日周期で主星を公転している。
| 名称 （恒星に近い順） | 質量    | 軌道長半径 （天文単位） | 公転周期 (日) | 軌道離心率   | 軌道傾斜角 | 半径 |
| --------------------- | ------- | ----------------------- | ------------- | ------------ | ---------- | ---- |
| b                     | >1.8 MJ | 2.7                     | 1208 ± 30     | 0.146 ± 0.08 | —          | —    |